# Ogulin
Ogulin es una ciudad de Croacia en el condado de Karlovac.

## Geografía
Se encuentra a una altitud de 322 m s. n. m. a 105 km de la capital nacional, Zagreb.

## Demografía
En el censo 2011, el total de población de la ciudad fue de 13 910 habitantes, distribuidos en las siguientes localidades:
- Desmerice - 261
- Donje Dubrave - 195
- Donje Zagorje - 232
- Drežnica - 509
- Dujmić Selo - 144
- Gornje Dubrave - 92
- Gornje Zagorje - 298
- Hreljin Ogulinski - 552
- Jasenak - 226
- Marković Selo - 56
- Ogulin - 8 216
- Otok Oštarijski - 379
- Ponikve - 97
- Popovo Selo - 46
- Potok Musulinski - 91
- Puškarići - 440
- Ribarići - 332
- Sabljak Selo - 250
- Salopek Selo - 246
- Sveti Petar - 650
- Trošmarija - 123
- Turkovići Ogulinski - 249
- Vitunj - 94
- Zagorje - 115

| Gráfica de población de Ogulin 1857-2011                            |
|                                                                     |
| Según los censos de población de la oficina estadística de Croacia. |

Nota: Gráfica de población referida a la localidad, no al total del ejido.